# Александровка (Уляхинское сельское поселение)
Александровка — деревня в Гусь-Хрустальном районе Владимирской области России, входит в состав Уляхинского сельского поселения.

## География
Деревня расположена в 16 км на восток от центра поселения деревни Уляхино и в 56 км на юго-восток от Гусь-Хрустального.

## История
В XIX — начале XX века деревня входила в состав Парахинской волости Касимовского уезда Рязанской губернии, с 1926 года — в составе Гусевского уезда Владимирской губернии. В 1859 году в селе числилось 20 дворов, в 1905 году — 20 дворов, в 1926 году — 42 двора.
С 1929 года деревня входила в состав Ново-Уваровского сельсовета Гусь-Хрустального района, с 1935 года — в составе Парахинского сельсовета Курловского района, с 1963 года — в составе Гусь-Хрустального района, с 2005 года — в составе Уляхинского сельского поселения.

## Население
| 1859 | 1905 | 1926 | 2002 | 2010 | 2021 |
| ---- | ---- | ---- | ---- | ---- | ---- |
| 185  | ↘151 | ↗255 | ↘6   | ↘0   | →0   |